# Patrimoni dell'umanità del Nepal
I patrimoni dell'umanità del Nepal sono i siti dichiarati dall'UNESCO come patrimonio dell'umanità in Nepal, che è divenuto parte contraente della Convenzione sul patrimonio dell'umanità il 20 giugno 1978.
Al 2020 i siti iscritti nella Lista dei patrimoni dell'umanità sono quattro, mentre quindici sono le candidature per nuove iscrizioni. I primi due siti iscritti nella lista sono stati nel 1979 la Valle di Katmandu e il Parco nazionale di Sagarmatha, durante la terza sessione del comitato del patrimonio mondiale. Cinque anni dopo, nell'ottava sessione, il Parco nazionale di Chitwan è divenuto il terzo sito nepalese riconosciuto dall'UNESCO. Il più recente patrimonio è stato Lumbini, il luogo natale di Buddha, aggiunto nel 1997. Due siti sono considerati culturali, secondo i criteri di selezione, due naturali.

## Siti del Patrimonio mondiale
| Foto | Sito                               | Luogo                                                                | Tipo                         | Anno | Descrizione |
| ---- | ---------------------------------- | -------------------------------------------------------------------- | ---------------------------- | ---- | --- |
|      | Parco nazionale di Sagarmatha      | Distretto di Solukhumbu                                              | Naturale (120; vii)          | 1979 | Sagarmatha è un'area eccezionale con montagne spettacolari, ghiacciai e profonde vallate, dominata dal Monte Everest, la vetta più alta del mondo (8 848 m). Diverse specie rare, come il leopardo delle nevi e il panda minore, si trovano nel parco. La presenza degli Sherpa, con la loro cultura unica, aggiunge ulteriore interesse a questo sito.                                                              |
|      | Valle di Katmandu                  | Distretto di Bhaktapur, Distretto di Katmandu, Distretto di Lalitpur | Culturale (121; iii, iv, vi) | 1979 | Il patrimonio culturale della Valle di Katmandu è illustrato da sette gruppi di monumenti ed edifici che mostrano l'intera gamma di conquiste storiche e artistiche per le quali la Valle di Katmandu è famosa nel mondo. I sette includono le piazze del Durbar di Hanuman Dhoka (Katmandu), Patan e Bhaktapur, gli stupa buddhisti di Swayambhu e Boudhanath e i templi indù di Pashupati e Changu Narayan.        |
|      | Parco nazionale di Chitwan         | Distretto di Chitwan                                                 | Naturale (284; vii, ix, x)   | 1984 | Ai piedi dell'Himalaya, Chitwan è una delle poche vestigia indisturbate rimaste della regione del Terai, che un tempo si estendeva sull'alta pianura dell'India e del Nepal. Ha una flora e una fauna particolarmente ricche. Nel parco, che è anche uno degli ultimi rifugi della tigre del Bengala, vive una delle ultime popolazioni di rinoceronte asiatico monocorno.                                           |
|      | Lumbini, il luogo natale di Buddha | Lumbini                                                              | Culturale (666; iii, vi)     | 1997 | Siddhartha Gautama, il Buddha, nacque nel 623 a.C. nei famosi giardini di Lumbini, divenuti presto luogo di pellegrinaggio. Tra i pellegrini c'era l'imperatore indiano Ashoka, che vi eresse uno dei suoi pilastri commemorativi. Il sito è ora in fase di sviluppo come centro di pellegrinaggio buddhista, dove i resti archeologici associati alla nascita del Buddha costituiscono una caratteristica centrale. |

## Siti candidati
| Foto | Sito                                                                              | Luogo                 | Tipo                           | Anno       | Descrizione |
| ---- | --------------------------------------------------------------------------------- | --------------------- | ------------------------------ | ---------- | --- |
|      | Complesso architettonico altomedievale di Panauti                                 | Panauti               | Culturale (839; i, iii, iv)    | 23/05/1996 | Il complesso architettonico di Panauti è situato in una posizione panoramica all'incrocio della sacra confluenza del Roshi Khola e del Punyamati Khola. Il tempio principale di Indresvar Mahadev, in stile tradizionale nepalese, fu originariamente costruito nel 1294 d.C. Altre strutture includono il tempio Brahmayani del XVII secolo, altri templi, patis, sattal, iscrizioni, sculture e case tradizionali. |
|      | Tilaurakot, resti archeologici dell'antico regno Shakya                           | Kapilbastu            | Culturale (840)                | 23/05/1996 | Tilaurakot potrebbe essere il sito dell'antica città Shakya di Kapilavastu, dove Gautama Buddha trascorse i primi 29 anni della sua vita. Tre palazzi ritenuti essere quelli del re Suddhodana, padre di Buddha, sono stati esplorati dagli scavi. |
|      | Architettura rupestre della Valle di Muktinath del Mustang                        | Distretto del Mustang | Culturale (841)                | 23/05/1996 | Le grotte del Mustang sono un gruppo di circa 10 000 grotte scavate dall'uomo nei fianchi delle valli del fiume Kali Gandaki nel Mustang Superiore. Parecchi gruppi di archeologi e di ricercatori hanno esplorato queste grotte sovrapposte e trovato corpi e scheletri umani parzialmente mummificati che hanno almeno 2000-3000 anni. Le esplorazioni hanno portato anche alla scoperta di preziose pitture, sculture e manoscritti buddhisti nonché di numerosi manufatti risalenti fra il XII e il XIV secolo. |
|      | Complesso del palazzo medievale di Gorkha                                         | Gorkha                | Culturale (842; i, iii, iv)    | 23/05/1996 | Il sito è un ambiente collinare unico e spettacolare. I monumenti includono il palazzo medievale, la grotta di Gorakhnath, il tempio di Kalika e altri monumenti. |
|      | Ramagrama, lo stupa della reliquia del Buddha                                     | Ramgram               | Culturale (843; i, iii, vi)    | 23/05/1996 | L'unico stupa originale intatto contenente reliquie del Buddha. Costruito nel VI secolo a.C., venne successivamente ingrandito e avvolto con mattoni. Il sito comprende anche alcuni monasteri adiacenti. |
|      | Khokana, villaggio vernacolare e il suo patrimonio industriale dei semi di senape | Khokana               | Culturale (844; i, iii, iv, v) | 23/05/1996 | Khokana è un villaggio unico che può essere preso come esempio di un modello di insediamento medievale con un sistema di drenaggio e chowk. Ospita dei chaitya e un tempio della Dea Madre. L'industria dei semi di senape è diventata il patrimonio vivente del villaggio. |
|      | Città medievale fortificata di terra di Lo Manthang                               | Lo Manthang           | Culturale (5256; ii, v, vi)    | 30/01/2008 | Lo Manthang, la capitale dell'antico Regno di Lo, fu costruita nel XV secolo su un altopiano a 3800 metri sul livello del mare. L'insediamento si trova sull'antica rotta commerciale che corre lungo il fiume Kali Gandaki che attraversa l'Himalaya. L'insediamento è circondato da un muro di terra alto 6 metri con torri quadrate o dzong agli angoli. All'interno delle mura si trova un insediamento compatto di strutture in terra battuta. |
|      | Vajrayogini e il primo insediamento di Sankhu                                     | Sankhu                | Culturale (5257; iii, iv, vi)  | 30/01/2008 | L'insediamento di Sankhu del periodo Licchavi (dal II al IX secolo d.C.) si trova all'angolo nord-orientale della valle di Katmandu sull'antica rotta commerciale per il Tibet. Il tradizionale insediamento Newa conserva ancora il suo carattere medievale con strade strette, piazze pubbliche con templi a più livelli e case di riposo. Il complesso del tempio di Vajrayogini costruito a metà del XVII secolo si trova sui fianchi delle colline a 1,5 km a nord di Sankhu. Il tempio principale a più livelli dedicato alla dea tantrica Vajrayogini, è circondato da numerosi monumenti e statue indipendenti. |
|      | Insediamento medievale di Kirtipur                                                | Kirtipur              | Culturale (5258; iii, iv, vi)  | 30/01/2008 | Kirtipur è un insediamento medievale situato lungo uno stretto crinale verso sud-ovest della valle di Katmandu. L'insediamento medievale dei Newa si sviluppò con caratteristiche di fortezza, rendendo Kirtipur una testimonianza della loro arte e architettura medievali. I monumenti classificati includono: Chilancho Vihar, Jagat Pal Vihar, Buddha Dharma Sangha Shikhara, Tempio Bagh Bhairab, Vath (Layaku), Tempio Umamaheshvar, Indrayani Pith, Chitu Bahail, Lokeshwar Shikhara, Tempio del Buddha, Chve Bahal e Kwe Bahal.                                                                                 |
|      | Complesso di Rishikesh di Ruru Kshetra                                            | Ruru Kshetra          | Culturale (5259; ii, iii, vi)  | 30/01/2008 | Il complesso presenta diverse forme architettoniche di un tipico complesso templare medievale, con sculture del periodo Sen (XV-XVIII secolo). L'insediamento adiacente di Ridi conserva ancora il suo carattere e l'architettura medievali con il suo stretto legame con il Complesso di Rishikesh. L'eredità vivente di Rishikesh di Ruru Kshetra è ancora preservata, con fiere e festival che si tengono regolarmente, antiche pratiche di culto legate alla propagazione dei rituali e della cultura vedica e la pratica delle Bhaktini Amas (mendicanti femminili).                                               |
|      | Complesso del Palazzo di Nuwakot                                                  | Nuwakot               | Culturale (5260; iii, vi)      | 30/01/2008 | Il complesso del palazzo di Nuwakot, costruito nel XVIII secolo, si trova sull'antica rotta commerciale dalla valle di Katmandu al Tibet. Il palazzo è stato costruito nello stile architettonico dei Malla con le caratteristiche di un forte. Il complesso comprende il palazzo principale di Nuwakot e vari templi e santuari, il più importante dei quali è il tempio di Bhairab. |
|      | Tempio di Ram Janaki                                                              | Janakpur              | Culturale (5261; ii, iii, vi)  | 30/01/2008 | Il tempio di Ram Janaki è uno dei luoghi più sacri per gli indù. Vi si trovano varie vestigia dell'XI e XII secolo d.C., ma l'architettura del tempio è di un periodo molto successivo. Ciò rende il suo stile unico: una miscela di design classico e neoclassico con elementi di fortificazioni all'interno di un ambiente straordinario. |
|      | Città medievale di Tansen                                                         | Tansen                | Culturale (5262; iii, iv, vi)  | 30/01/2008 | Tansen è una tipica cittadina tradizionale del Nepal occidentale situata ad un'altitudine di 1372 metri sul versante meridionale della collina di Shreenagar. La storia di Tansen inizia intorno all'XI secolo d.C. quando la regione faceva parte del Barha Magarat, i dodici territori amministrati dai sovrani Magar. La città si sviluppò come centro di mercato per i commercianti e gli artigiani Newa famosi per l'industria dei metalli e della dhaka (stoffa). Tansen è una testimonianza del patrimonio vivente e dell'architettura del popolo Newa.                                                          |
|      | Valle di Sinja                                                                    | Distretto di Jumla    | Culturale (5263; ii, iii)      | 30/01/2008 | La valle di Sinja contiene le prove archeologiche della capitale del ben organizzato e influente regno occidentale di Malla o Khasa del XII e XIV secolo. Dopo il XIV secolo il regno di Khasa si divise nei Baise o ventidue regni che esistettero fino all'unificazione del Nepal alla fine del XVIII secolo. Gli scavi hanno rivelato i resti di antichi palazzi, templi (Kanak Sundari, Tripura Sundari) e il vecchio insediamento. |
|      | Complesso del Tempio di Bhurti di Dailekh                                         | Distretto di Dailekh  | Culturale (5264; ii, iv)       | 30/01/2008 | Il complesso del tempio di Bhurti nel distretto di Dailekh è costituito da un insieme di 22 monumenti. Non si sa esattamente quando e da chi sia stato fondato e costruito questo complesso di templi. I templi sono costruiti nello stile tipico dell'architettura occidentale di Malla. I monumenti sono costruiti in muratura di pietra a secco in stile Panchadeval - una variante prevalente in tutto il Regno Khasa. Lo stile, la forma e l'artigianato dei templi sono unici nella regione. |